# Antonio de Brugada Vila
Antonio de Brugada Vila (Madrid, 1804- Donostia, 1863), fou un pintor romàntic nascut a Madrid, però d'origen valencià, i format a l'Acadèmia de San Fernando (1818-1821). És conegut per les seves marines i batalles navals, un gènere que va perfeccionar de la mà de Gudin.
Nasqué a Madrid com el primogènit d'un comerciant ric d'origen català amb negocis en el món editorial i de les impremtes. Refusà encarregar-se de l'empresa a la mort prematura dels seus pares, el 1820, i la va deixar a mans de la seva àvia, Isabel Carbonell. El seu germà José també va ser pintor, especialitzat en el gènere d'història.
Va ser alumne de la Reial Acadèmia de Belles Arts de Sant Ferran de 1818 a 1821. Va deixar temporalment els estudis per entrar a formar part de la Milícia Nacional de Madrid durant el Trienni Liberal, on va assolir el grau de tinent. Amb tot, amb la caiguda del règim liberal el 1823, va ser atacat i empresonat per les seves idees i haver estat milicià i en sortir de presó decideix exiliar-se a França. S'estableix a Bordeus, on coneix a Francisco de Goya, que l'anima a reprendre els seus estudis artístics; després de la mort de Goya, n'heretà la paleta i el 1829 Brugada elaborà l'inventari de pintures de la Quinta del Sordo. A banda de Bordeus, va visitar Madrid i París, ciutat on va ser deixeble Gudin.
Va tornar a instal·lar-se de manera estable a Espanya el 1834. Des de 1844 va ser el pintor d'Isabel II. Va concórrer a les Exposicions Nacionals de Belles Arts, on obtingué, l'any 1856, menció honorífica, i en 1858 menció honorífica "de segona classe". En 1892 es va exhibir un quadre de Brugada en la secció històrica de l'Exposició Nacional de Belles Arts titulat "Sepultura de Goya en Burdeos".
Va morir el 17 de febrer de 1863.

## Galeria d'imatges
- Naufragi d'un galió (1841)
- Combat de San Vicente (1858)
- Batalla de Lepant (s. XIX)
- El vapor Isabel II en la marejada (s. XIX)